# 數位說故事
數位說故事（Digital Storytelling），又稱數位故事創作、數位自述故事，源自美國北加州舊金山灣區「數位故事創作中心」，是一種結合人類說故事的傳統，將自己的人生經驗、想法和感受，以數位媒體形式傳播的故事敘述。
數位說故事是傳統「說書、說故事」的現代表現方式。在人類歷史中，「說故事」一直都是分享知識、智慧以及價值觀的方式。而「故事」本身也一直以不同的形式呈現，從原本營火邊的喃喃細語搬到電影銀幕，甚至到今天，搬到電腦螢幕和各種行動裝置上了。
數位說故事除了達到最原始「說故事」的傳達和溝通的目的之外，更可以加以分享或加以保存。透過數位媒體的呈現，影像、影片、音樂、動畫、文字和口白融為一體，故事的主角、情境或故事的寓意也就更加鮮明而呈現更多的可能性。「數位環境」讓「故事」有更多重新呈現、互動、連結與傳播，其特有的互動性和轉化過程也讓故事的講述者變的更具魔力，也讓數位故事有更新的面貌。透過網際網路、電視頻道、部落格、廣播、雜誌以及其他各種形式的媒介傳播與交相影響，這些「故事」也讓各種全球議題更快速的被世界各個角落的讀者/閱聽人所閱讀與了解。
在美國，打著「數位說故事」的旗幟進行的各項運動與課程已經走過了十個年頭，然而其價值還是一個又一個的「故事」本身。而這些特出的故事，也被「數位故事創作中心」集结成「案例研究」供大家參考。其中英國BBC廣播公司所製作的「《威爾斯風情》(CAPTURE WALES)」就是很有名的一個例子。此外，「數位故事工作坊」也一直是數位說故事的一個重要的面象，人們在此找到連結、發現自我、冒險，並得到回饋。

## 數位說故事大人物
在近十年中，世界各地的藝術家、商人、社會工作者、教育家和媒體工作者以及許多一般社會民眾都發現了「數位故事創作」的魔力。數位故事創作社群也漸漸瞭解到，維持個人與組織、跨越國際與洲際聯繫，並持續關心潛在成員的作品與教學需求的重要性。以下為較知名的美國數位說故事專家：
- Dana Atchley (1941-2001)：Dana Atchley為海灣區的重要劇場設計與多媒體表演藝術家，他與Joe Lambert合作創立了「舊金山數位媒體中心」並在「Life on the water」與「NEXT EXIT」劇場嘗試了數位科技與藝術結合的實驗並得到相當卓著的成果。在當時，他可說是將數位科技與藝術的結合推向極端，在拉斯維加斯的「World of Coca Cola」劇場中，他集合了上千個「可口可樂經驗」的個人故事。若我們暫且不論對錯，這種大受歡迎的藝術創作方式，很明顯地也受到廣告公司和其客戶的青睞。網站連結：1. the NEXT EXIT 2. Dana Atchley 個人網站 （页面存档备份，存于）。

- Joe Lambert：加州大學劇場與政治科學學士。Joe Lambert在1994年和Nina Mullen以及Dana Atchley共同創立「數位故事創作中心(前舊金山數位媒體中心)」，形成一個包括「藝術、新媒體以及網路」的社群。在與Nina Mullen以及Dana Atchley合作的同時Joe Lambert獨自發展了一套融合數位科技與藝術創作的課程，他稱之為「Digital Storytelling」。他以一個藝術推動者、執行人、管理者、教師、作家、和導演的身分在舊金山海灣地區連續經營了十七年。他曾經在People's Theater Coalition (1984-86)擔任執行長。在1986年，他將觸角伸向非營利組織，成為著名的「Life On The Water」的創辦人之一，替舊金山的多元文化提供不同的教學課程。他到目前為止，主辦過超過500場的活動，包括戲劇比賽、個人發表會、特殊活動、全市的節慶、募款活動和會議。在他開始藝術創作之前，他在組織社群上下了很多工夫，也協助了許多地方性和州際的公眾政策團體處理法律和經濟權平等的問題。

- Emily Paulos：愛荷華大學美學教育繪畫與版畫美學學士。Emily Paulos是「數位故事創作柏克萊中心」的創辦人，也是一個視覺藝術家及高中美術老師。專長為網頁設計、錄影與攝影，也曾至日本和瑞典推動攝影和版畫，她致力於推動家庭故事的敘述和將數位科技運用在美術教學的課堂當中。多媒體作品：The Mom Project 。

- Amy L. Hill：史丹佛大學教育性別研究碩士 Scripps 女性學院英美文學學士。Amy L, Hill是「數位故事創作中心」社區專題的導演，也同時身兼數位故事創作教授、製片和公共衛生顧問數職。Amy擅長協同社區婦女團體進行婦女保健和防範暴力的專題，她建構了Silence Speaks  （页面存档备份，存于）這個網站，協助受虐者用數位影片的方式找回勇氣並自我治療。2001年時，更以transanimals一片，於全美20多個影展中嶄露頭角。目前剛與Concentric Media公司完成一系列關於衣索比亞愛滋病問題的紀錄片。她的多媒體作品有:Silence Speaks  （页面存档备份，存于）。

- Abbe Don：MIT多媒體中心研究員(1993)、紐約大學互動式電訊傳播碩士(1988-1991)、加州藝術中心藝術 攝影藝術學士、Pomona學院攝影寫作學士。Abbe Don Interactive,Inc 的總裁，專長是介面設計和多媒體互動藝術，尤其是應用在「數位故事創作」、「資訊建構」及「虛擬社群」方面。1996到1997年間，她負責監製的網站Electric Minds  （页面存档备份，存于） 受到時代雜誌列入1996年前十大網站。

## 數位說故事工作坊
「數位說故事工作坊(digital storytelling workshop)」是一個使用數位科技進行藝術與文學創作的訓練課程，自1990年從舊金山開始發展，由Dana Atchley推動的「NEXT EXIT(個人多媒體劇場)」及Joe Lambert, Nina Mullen夫婦等多位多媒體藝術工作者、多媒體設計師與多媒體教師共同發展，形成一個新型態的媒體使用方式。
這樣的課程內容由於門檻不高且效果卓著，替社區、學校、企業和藝術工作者提供了新的教育訓練方法同時也改變了他們對「故事、媒體和文化」的觀點，影響力更透過學校、藝術團體、企業團體和研究機構遍及全美以及英國。近期更成為美國國內日趨蓬勃的主題式工作坊的首席顧問和訓練課程。

## 研究機構
- 「數位說故事中心  (The Center for Digital Storytelling)」
- 「數位說故事學會  (Digital Storytelling Association)
- 「StoryCrops 美國口述歷史中心」 （页面存档备份，存于）
- 「數位說故事研究學程-博爾大學 Graduate Study in Digital Studytelling」
- 「MIT反思實踐中心 Center for Reflective Community Practice」
- 「DigiTales 數位神話創作」 （页面存档备份，存于）
- 「國立中正大學學校實習無線廣播電臺－荊聲荊事 FM 88.1」（數位自述故事坊）

## 媒體公司
- 「KQED中心-北加州廣播公司」  （页面存档备份，存于） ( 數位故事創作課程  （页面存档备份，存于）    數位故事競賽  （页面存档备份，存于） )
- 「BBC 威爾斯的故事」 （页面存档备份，存于）
- 「BBC Inside Life」 （页面存档备份，存于）
- 澳洲「Fraynework Digital Storytelling」數位說故事公司
- 「數位說故事創意小棧 Digital Storytelling @ Creativity Café」 （页面存档备份，存于）
- CLUB HOUSE 加州中心  （页面存档备份，存于）
- CLUB HOUSE 紐約中心
- 數位說故事在教學上的應用,University of Houston